# Wavrille
Wavrille is een gemeente in het Franse departement Meuse (regio Grand Est) en telt 44 inwoners (2009). Wavrille maakt deel uit van het kanton Montmédy in het arrondissement Verdun. 

## Geschiedenis
In 1973 fuseerde de gemeente met Étraye tot de gemeente Étraye-Wavrille, die in 1988 weer werd opgeheven. Wavrille werd weer een zelfstandige gemeente die tot 22 maart 2015 onderdeel uitmaakte van het kanton Damvillers, dat op die dag werd opgeheven.

## Geografie
De oppervlakte van Wavrille bedraagt 5,1 km², de bevolkingsdichtheid is dus 8,6 inwoners per km². Het plaatsje ligt aan de Thinte.

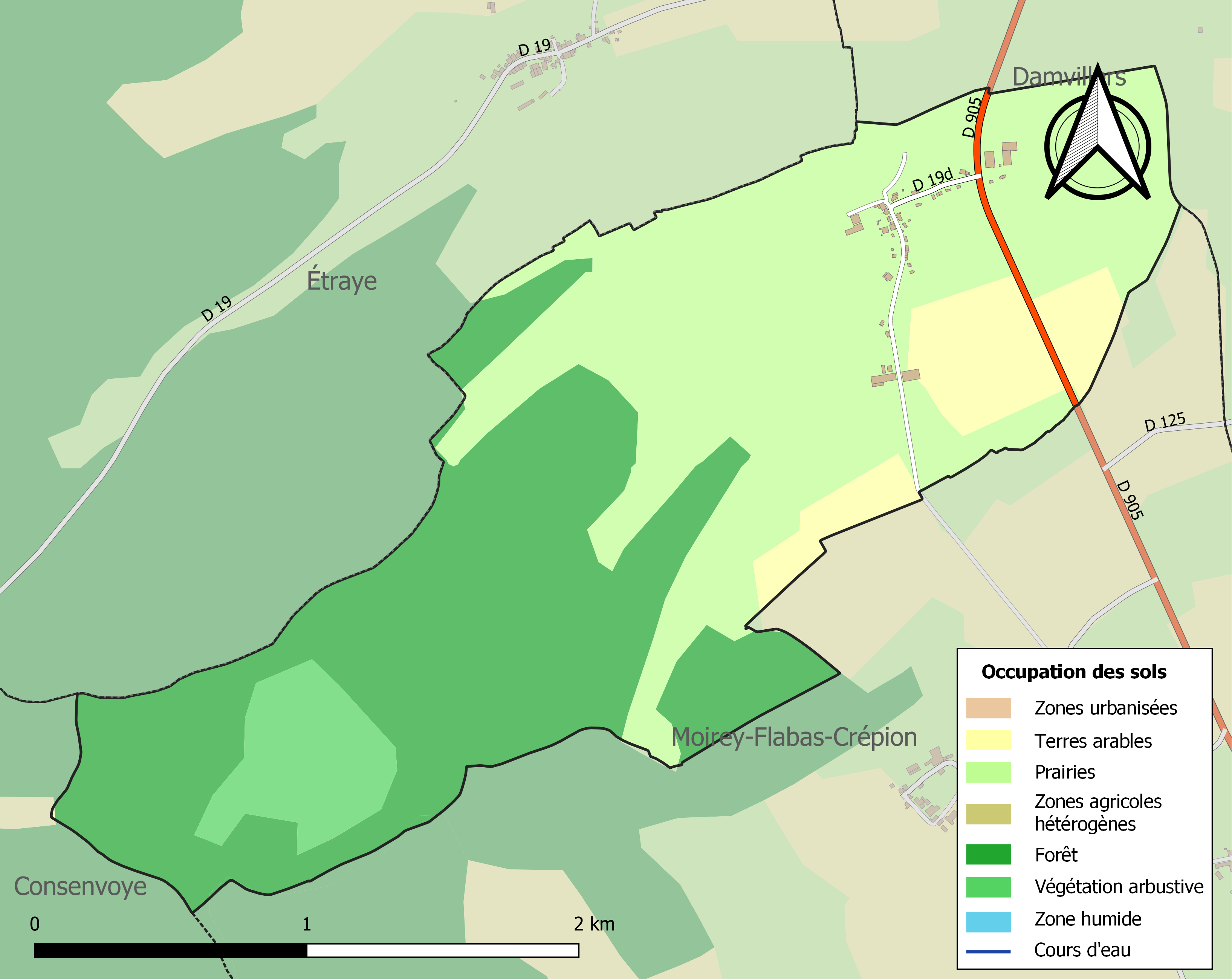
Kaart van de gemeente met de belangrijkste infrastructuur, bodemgebruik en omliggende gemeenten

## Demografie
Onderstaande figuur toont het verloop van het inwonertal (bron: INSEE-tellingen).